# Videografia de Shakira

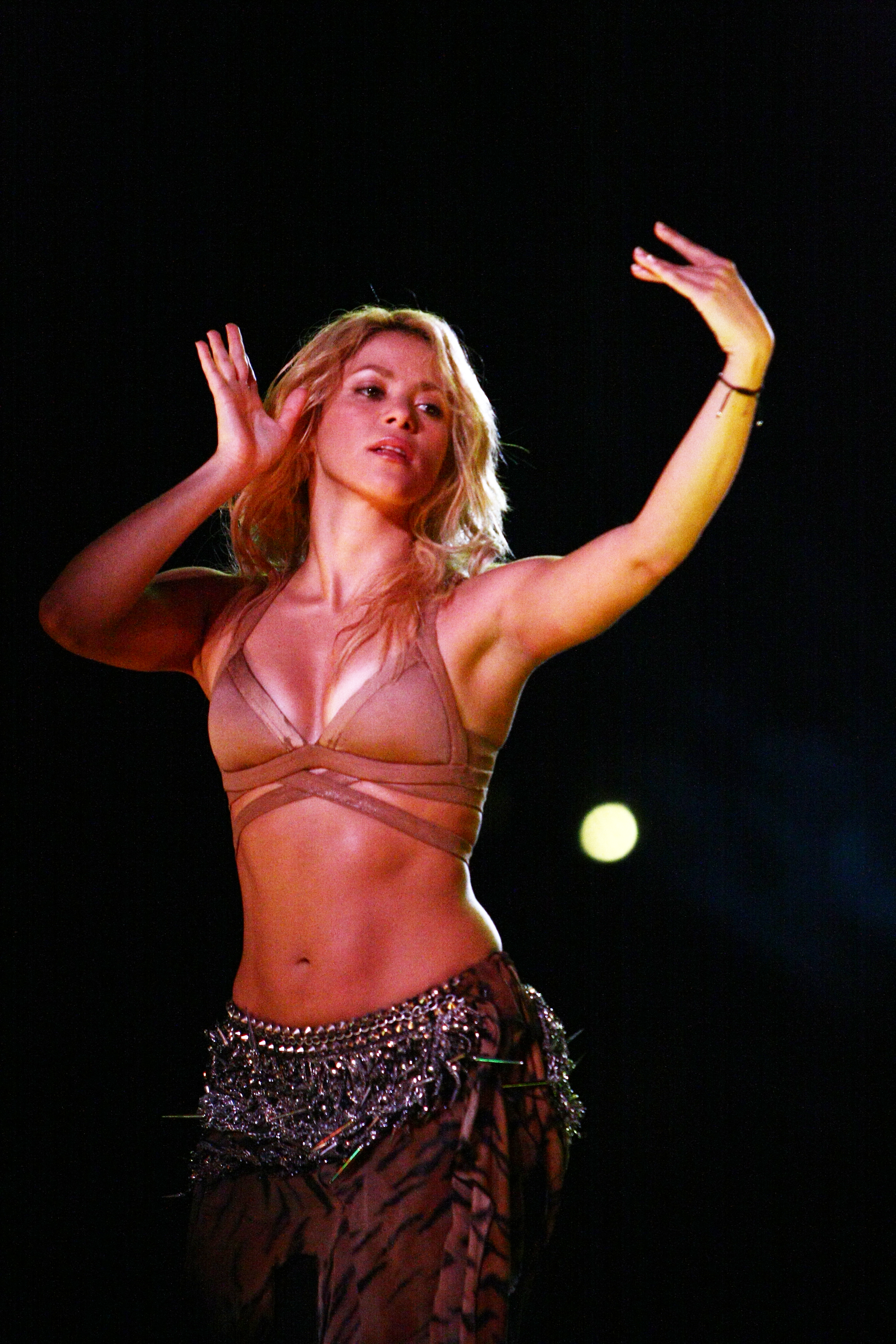
Shakira se apresentando no The Sun Comes Out World Tour em 2011

A cantora colombiana Shakira lançou 56 vídeos musicais, 4 vídeos de shows, 7 filmes e 4 documentários. Em 1991, Shakira assinou um contrato de gravação com a Sony Music e lançou seu primeiro álbum Magia (1991). Três videoclipes foram direcionados para o álbum. Apenas um videoclipe foi dirigido para seu segundo álbum, Peligro. Shakira se recusou a permitir o relançamento de quaisquer vídeos de seus dois primeiros álbuns devido à sua "imaturidade". Em 1994, Shakira estreou como atriz interpretando Luisa Maria na telenovela colombiana El Oasis. O primeiro grande videoclipe de Shakira foi para "Estoy Aquí", dirigido por Simón Brand, para seu terceiro álbum Pies Descalzos. O vídeo mostra um celeiro durante as várias estações do tempo, e mostra Shakira tocando a música, acompanhada de uma guitarra. O seguinte single, "¿Dónde Estás Corazón?", obteve três videoclipes. Os diretores do vídeo incluíam Oscar Azula, Julian Torres, Gustavo Garzón e Camilo Falcon. Garzón também dirigiu vídeos para os próximos singles "Pies Descalzos, Sueños Blancos" e "Un Poco de Amor". Do mesmo álbum, enquanto Juan Carlos Martin dirigiu o vídeo para o single "Se Quiere, Se Mata" de 1997.
Em 2000, Shakira lançou seu primeiro álbum de vídeo, MTV Unplugged. Cinco vídeos foram dirigidos para o quarto álbum de estúdio de Shakira, Dónde Están los Ladrones?. Gustavo Garzón dirigiu vídeos para "Ciega, Sordomuda", "Inevitable" e "No Creo". O diretor cubano Emilio Estefan dirigiu o vídeo para "Tú" e Mark Kohr dirigiu "Ojos Así". O diretor de cinema austríaco Francis Lawrence dirigiu as versões em inglês e espanhol de "Whenever, Wherever", o single principal de seu quinto álbum Laundry Service. O seguinte single, "Underneath Your Clothes" foi dirigido pelo fotógrafo americano Herb Ritts e foi o segundo que ele dirigiu antes de sua morte.
Shakira lançou dois álbuns em 2005, Fijación Oral, Vol. 1 e Oral Fixation, Vol. 2. Quatro vídeos foram direcionados para Fijación Oral, e três para Oral Fixation. A diretora britânica Sophie Muller dirigiu o vídeo de uma das canções de maior sucesso de Shakira, "Hips Don't Lie", com Wyclef Jean. Shakira também fez sua estréia como diretora, co-dirigindo vídeos para os singles "Illegal" e "Las de la Intuición", ao lado de Jaume de Laiguana. Em 2006, Shakira estrelou o vídeo em que colaborou com Beyoncé, "Beautiful Liar", que foi dirigido pelo diretor britânico Jake Nava. Foi filmado durante dois dias, durante a produção de duas semanas do B'Day Anthology Video Album. Por causa de uma agenda lotada, a equipe de produção não teve tempo suficiente para montar uma coreografia. Em 2009, Nava também dirigiu os vídeos para as versões em inglês e espanhol de "She Wolf". Os dois singles seguintes, "Did It Again" e "Give It Up To Me" foram dirigidos por Sophie Muller, e "Gypsy" foi dirigido por Jaume de Laiguana .
Marcus Raboy dirigiu vídeos para todas as versões de "Waka Waka (This Time for Africa)", que foi a música oficial da Copa do Mundo FIFA de 2010. Jaume de Laiguana dirigiu os três primeiros videoclipes do nono álbum de estúdio de Sale el Sol, e o quarto single, "Addicted to You", foi dirigido por Anthony Mandler. O décimo álbum de estúdio de Shakira, gerou cinco vídeos musicais. Joseph Kahn dirigiu o vídeo de "Can't Remember to Forget You", com Rihanna, e a versão solo espanhola de "Nunca Me Acuerdo de Olvidarte". "Empire" foi dirigido por Darren Craig, Jonathan Craven e Jeff Nicholas da Uprising Creative. Quatro versões da canção "Dare (La La La)" foram dirigidas, duas de Anthony Mandler e duas de Jaume de Laiguana .

## Vídeos musicais

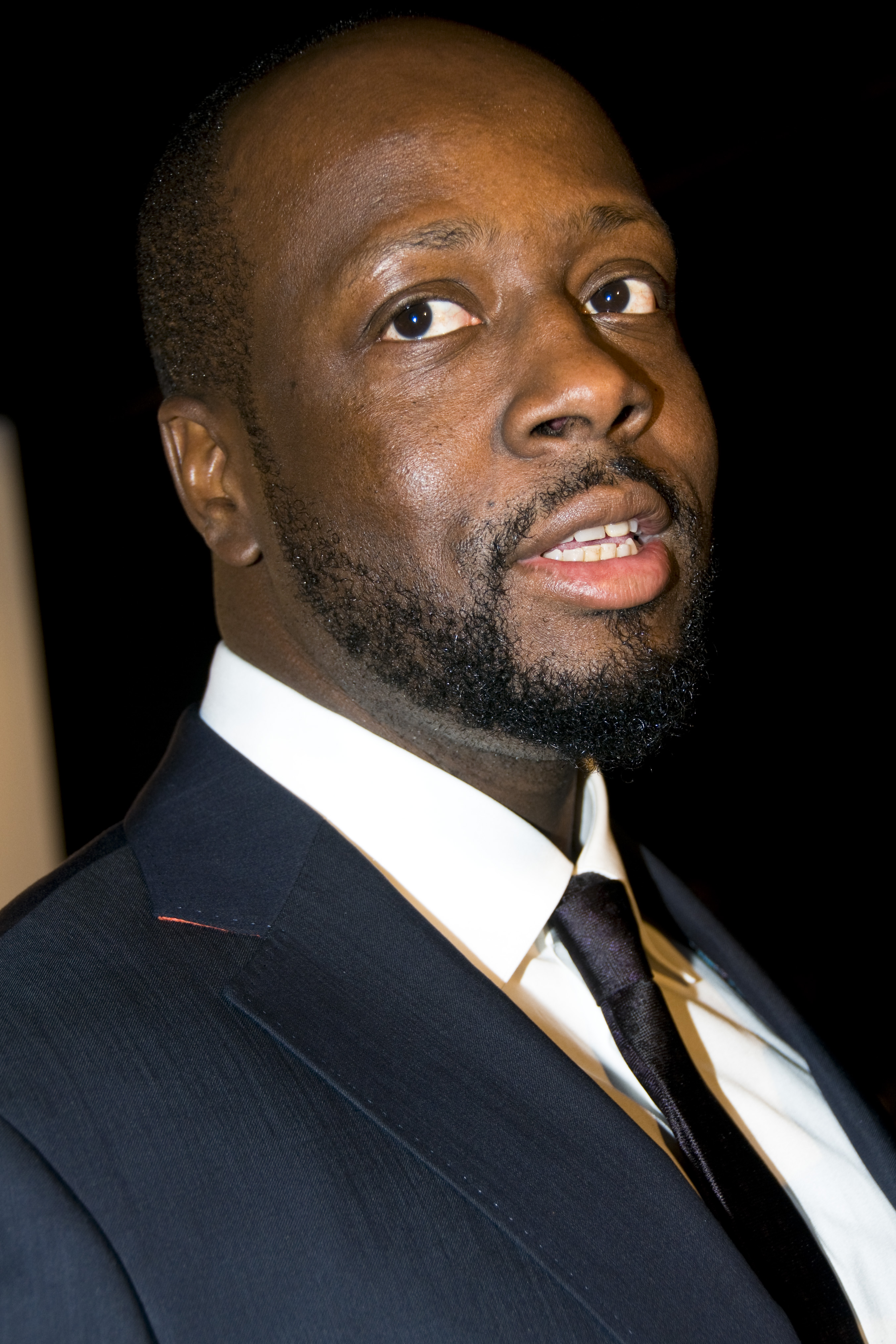
A diretora britânica Sophie Muller dirigiu o videoclipe de "Hips Don't Lie", que apresenta o rapper haitiano Wyclef Jean (foto).

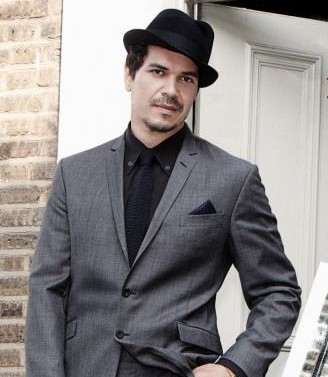
O diretor britânico Jake Nava dirigiu o clipe de "Beautiful Liar", que conta com a cantora e compositora norte-americana Beyoncé.

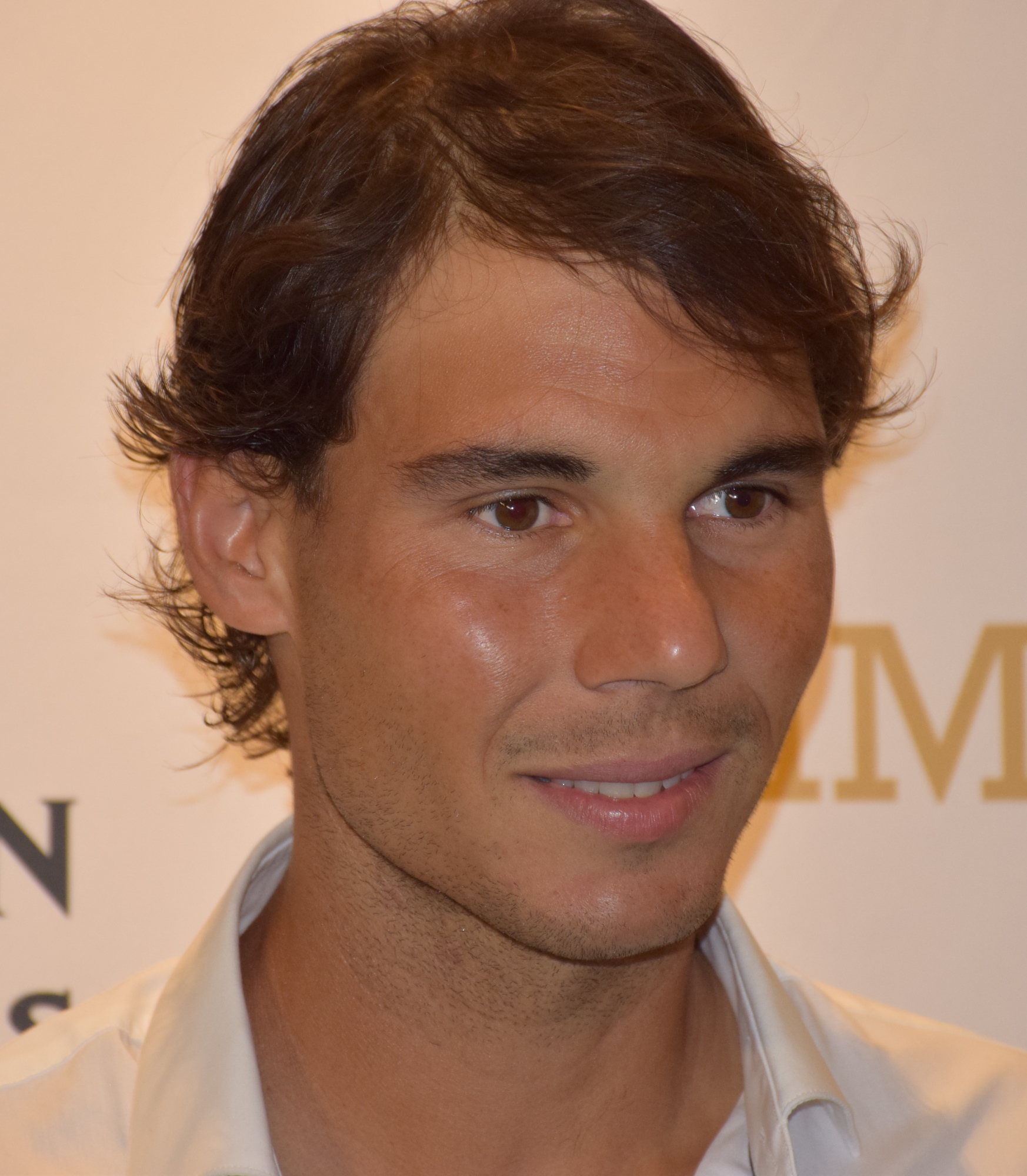
O tenista espanhol Rafael Nadal retrata o interesse amoroso de Shakira no videoclipe de "Gypsy", dirigido por Jaume de Laiguana.

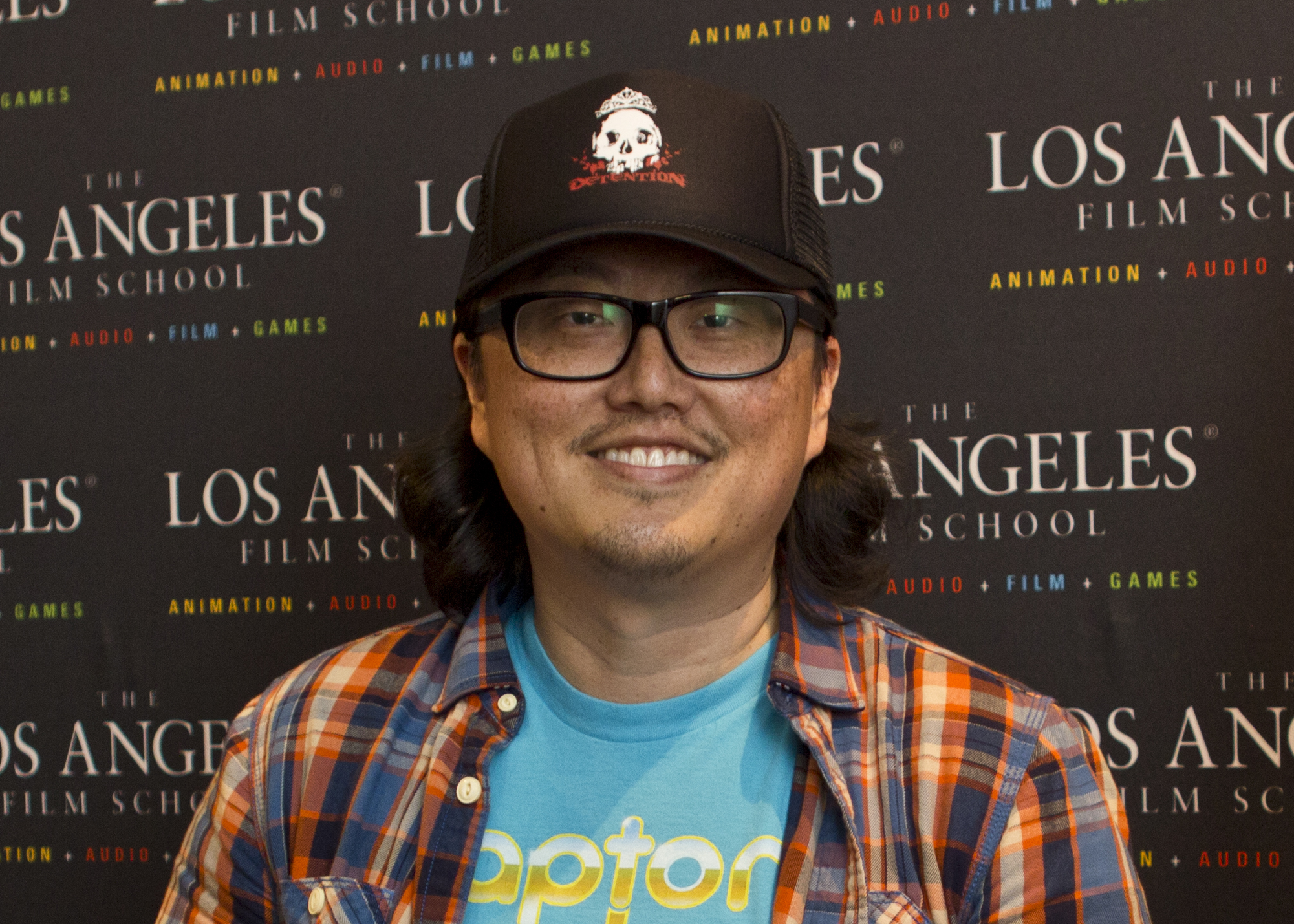
O diretor coreano Joseph Kahn dirigiu os vídeos em inglês e espanhol para "Can't Remember to Forget You", o inglês do qual conta com a cantora barbadiana Rihanna.

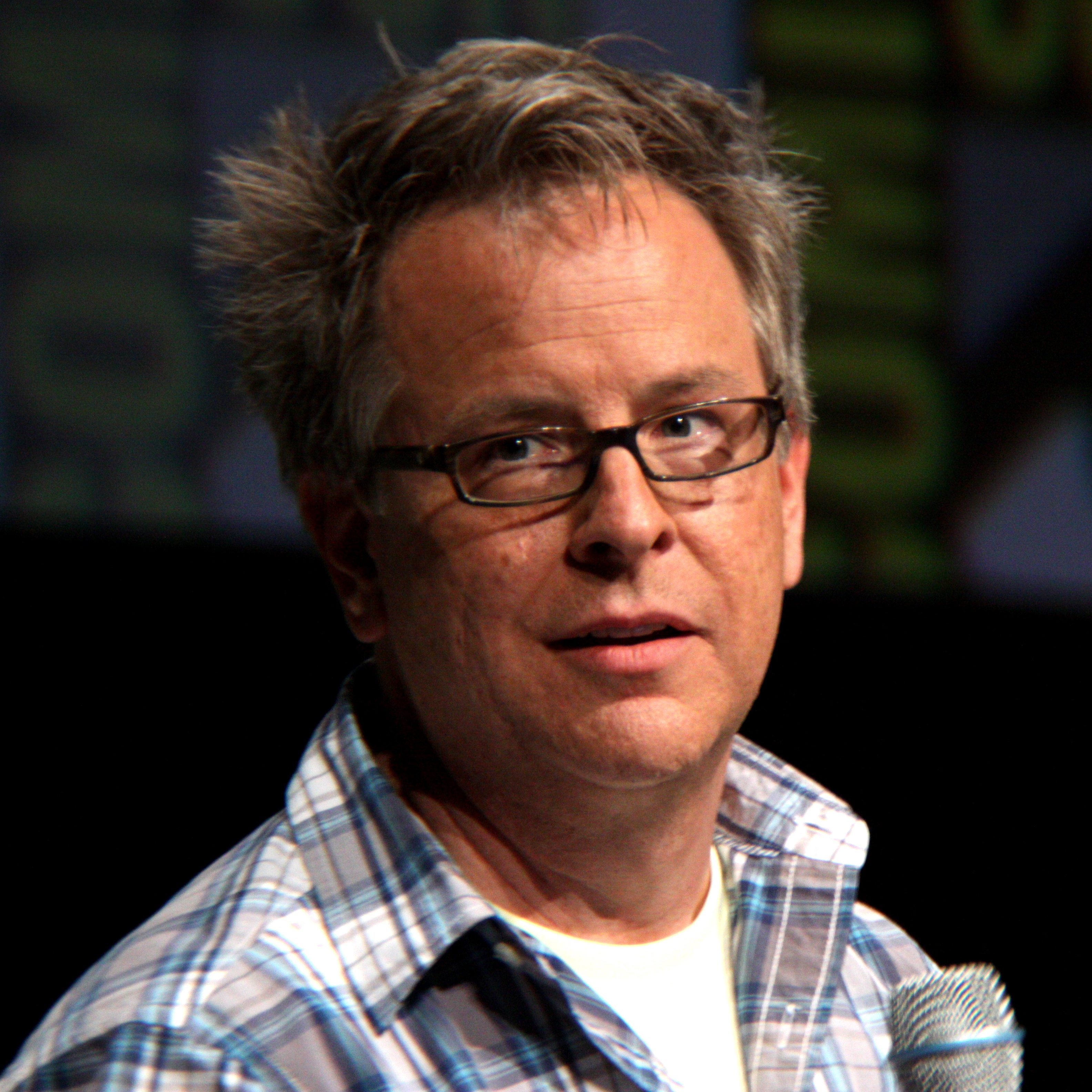
O animador americano Rich Moore foi creditado por dirigir o videoclipe de "Try Everything", devido ao uso de imagens animadas do filme de 2016 Zootopia.

| • | Denota vídeos musicais dirigidos ou codirigido por Shakira |

| Título                                                                               | Outro(s) interprete(s)   | Diretor(es)                                | Álbum                                             | Ano  | Ref.          |
| ------------------------------------------------------------------------------------ | ------------------------ | ------------------------------------------ | ------------------------------------------------- | ---- | ------------- |
| "Magia"                                                                              | Nenhum                   | Nenhum                                     | Magia                                             | 1991 | [ 1 ] [ 17 ]  |
| "Esta Noche Voy Contigo"                                                             | Nenhum                   | Nenhum                                     | Magia                                             | 1991 | [ 18 ]        |
| "Sueños"                                                                             | Nenhum                   | Nenhum                                     | Magia                                             | 1991 | [ 18 ]        |
| "Tú Serás La Historia de Mi Vida"                                                    | Nenhum                   | Nenhum                                     | Peligro                                           | 1993 | [ 19 ]        |
| "Estoy Aquí"                                                                         | Nenhum                   | Simón Brand                                | Pies Descalzos                                    | 1995 | [ 20 ]        |
| "¿Dónde Estás Corazón?"                                                              | Nenhum                   | Oscar Azula Julian Torres                  | Pies Descalzos                                    | 1996 | [ 21 ]        |
| "¿Dónde Estás Corazón?" (Versão alternativa)                                         | Nenhum                   | Gustavo Garzón                             | Pies Descalzos                                    | 1996 | [ 21 ]        |
| "¿Dónde Estás Corazón?" (Segunda versão alternativa)                                 | Nenhum                   | Camilo Falcon                              | Pies Descalzos                                    | 1996 | [ 21 ]        |
| "Pies Descalzos, Sueños Blancos"                                                     | Nenhum                   | Gustavo Garzón                             | Pies Descalzos                                    | 1996 | [ 21 ]        |
| "Un Poco de Amor"                                                                    | Nenhum                   | Gustavo Garzón                             | Pies Descalzos                                    | 1996 | [ 21 ] [ 22 ] |
| "Se Quiere, Se Mata"                                                                 | Nenhum                   | Juan Carlos Martin                         | Pies Descalzos                                    | 1997 | [ 21 ]        |
| "Ciega, Sordomuda"                                                                   | Nenhum                   | Gustavo Garzón                             | Dónde Están los Ladrones?                         | 1998 | [ 23 ]        |
| "Tú"                                                                                 | Nenhum                   | Emilio Estefan                             | Dónde Están los Ladrones?                         | 1998 | [ 23 ]        |
| "Inevitable"                                                                         | Nenhum                   | Gustavo Garzón                             | Dónde Están los Ladrones?                         | 1998 | [ 23 ]        |
| "No Creo"                                                                            | Nenhum                   | Gustavo Garzón                             | Dónde Están los Ladrones?                         | 1999 | [ 23 ]        |
| "Ojos Así"                                                                           | Nenhum                   | Mark Kohr                                  | Dónde Están los Ladrones?                         | 1999 | [ 23 ]        |
| "Whenever, Wherever" "Suerte" (Versão em espanhol)                                   | Nenhum                   | Francis Lawrence                           | Laundry Service                                   | 2001 | [ 24 ]        |
| "Underneath Your Clothes"                                                            | Nenhum                   | Herb Ritts                                 | Laundry Service                                   | 2002 | [ 24 ]        |
| "Objection (Tango)" "Te Aviso, Te Anuncio (Tango)" (Versão em espanhol)              | Nenhum                   | Dave Meyers                                | Laundry Service                                   | 2002 | [ 24 ]        |
| "Te Dejo Madrid"                                                                     | Nenhum                   | W.I.Z.                                     | Laundry Service                                   | 2002 | [ 24 ]        |
| "Que Me Quedes Tú"                                                                   | Nenhum                   | Esteban Sapir Ramiro Agulla                | Laundry Service                                   | 2002 | [ 24 ]        |
| "The One"                                                                            | Nenhum                   | Esteban Sapir Ramiro Agulla                | Laundry Service                                   | 2002 | [ 24 ]        |
| "La Tortura"                                                                         | Alejandro Sanz           | Michael Haussman                           | Fijación Oral, Vol. 1                             | 2005 | [ 25 ]        |
| "No"                                                                                 | Gustavo Cerati           | Jaume de Laiguana                          | Fijación Oral, Vol. 1                             | 2005 | [ 25 ]        |
| "Don't Bother"                                                                       | Nenhum                   | Jaume de Laiguana                          | Oral Fixation, Vol. 2                             | 2005 | [ 26 ]        |
| "Día de Enero"                                                                       | Nenhum                   | Jaume de Laiguana                          | Fijación Oral, Vol. 1                             | 2006 | [ 25 ]        |
| "Hips Don't Lie"                                                                     | Wyclef Jean              | Sophie Muller                              | Oral Fixation, Vol. 2                             | 2006 | [ 26 ]        |
| "Illegal" •                                                                          | Carlos Santana           | Shakira Jaume de Laiguana                  | Oral Fixation, Vol. 2                             | 2006 | [ 26 ]        |
| "Beautiful Liar"                                                                     | Beyoncé                  | Jake Nava                                  | B'Day                                             | 2006 | [ 27 ]        |
| "Te Lo Agradezco, Pero No"                                                           | Alejandro Sanz           | Jaume de Laiguana                          | El Tren de los Momentos                           | 2006 | [ 28 ]        |
| "Las de la Intuición" •                                                              | Nenhum                   | Shakira Jaume de Laiguana                  | Fijación Oral, Vol. 1                             | 2007 | [ 25 ]        |
| "Hay Amores"                                                                         | Nenhum                   | Vincent Passeri                            | Love in the Time of Cholera                       | 2008 | [ 29 ]        |
| "She Wolf" "Loba" (Versão em espanhol)                                               | Nenhum                   | Jake Nava                                  | She Wolf                                          | 2009 | [ 30 ]        |
| "Did It Again" "Lo Hecho Está Hecho" (Versão em espanhol)                            | Nenhum                   | Sophie Muller                              | She Wolf                                          | 2009 | [ 30 ]        |
| "Did It Again" (remix)                                                               | Kid Cudi                 | Sophie Muller                              | She Wolf                                          | 2009 | [ 30 ]        |
| "Give It Up to Me"                                                                   | Lil Wayne                | Sophie Muller                              | She Wolf                                          | 2009 | [ 30 ]        |
| "Gypsy" "Gitana" (Versão em espanhol)                                                | Nenhum                   | Jaume de Laiguana                          | She Wolf                                          | 2010 | [ 31 ]        |
| "Waka Waka (This Time for Africa)" "Waka Waka (Esto es Africa)" (Versão em espanhol) | Freshlyground            | Marcus Raboy                               | Listen Up! The Official 2010 FIFA World Cup Album | 2010 | [ 30 ]        |
| "Loca" "Loca" (Versão em espanhol)                                                   | Dizzee Rascal ou El Cata | Jaume de Laiguana                          | Sale el Sol                                       | 2010 | [ 32 ]        |
| "Sale el Sol"                                                                        | Nenhum                   | Jaume de Laiguana                          | Sale el Sol                                       | 2010 | [ 32 ]        |
| "Rabiosa" "Rabiosa" (Versão em espanhol)                                             | El Cata ou Pitbull       | Jaume de Laiguana                          | Sale el Sol                                       | 2011 | [ 32 ]        |
| "Todos Juntos"                                                                       | Dora the Explorer        | Nenhum                                     | We Did It! Dora's Greatest Hits                   | 2011 |               |
| "Addicted to You"                                                                    | Nenhum                   | Anthony Mandler                            | Sale el Sol                                       | 2012 | [ 32 ]        |
| "Get It Started"                                                                     | Pitbull                  | David Rosseau                              | Global Warming                                    | 2012 |               |
| "Can't Remember to Forget You"                                                       | Rihanna                  | Joseph Kahn                                | Shakira                                           | 2014 | [ 33 ] [ 34 ] |
| "Nunca Me Acuerdo de Olvidarte"                                                      | Nenhum                   | Joseph Kahn                                | Shakira                                           | 2014 | [ 33 ] [ 34 ] |
| "Empire"                                                                             | Nenhum                   | Jonathan Craven Darren Craig Jeff Nicholas | Shakira                                           | 2014 | [ 33 ] [ 35 ] |
| "Dare (La La La)" "La La La" (Versão em espanhol)                                    | Nenhum                   | Anthony Mandler                            | Shakira                                           | 2014 | [ 33 ] [ 36 ] |
| "La La La (Brazil 2014)" "La La La (Brasil 2014)" (Versão em espanhol)               | Carlinhos Brown          | Jaume de Laiguana                          | Shakira                                           | 2014 | [ 33 ] [ 37 ] |
| "Mi Verdad"                                                                          | Maná                     | Jaume de Laiguana                          | Cama Incendiada                                   | 2015 |               |
| "Try Everything"                                                                     | Nenhum                   | Byron Howard Rich Moore Jared Bush         | Zootopia (OST)                                    | 2016 | [ 38 ]        |
| "La Bicicleta"                                                                       | Carlos Vives             | Jaume de Laiguana                          | Vives, El Dorado                                  | 2016 | [ 39 ]        |
| "Chantaje"                                                                           | Maluma                   | Jaume de Laiguana                          | El Dorado                                         | 2016 |               |
| "Deja Vu"                                                                            | Prince Royce             | Jaume de Laiguana                          | El Dorado, Five                                   | 2017 |               |
| "Comme Moi"                                                                          | Black M                  | Jaume de Laiguana                          | El Dorado, Éternel insatisfait                    | 2017 |               |
| "Me Enamoré" •                                                                       | Nenhum                   | Shakira Jaume de Laiguana                  | El Dorado                                         | 2017 |               |
| "Perro Fiel"                                                                         | Nicky Jam                | Jaume de Laiguana                          | El Dorado                                         | 2017 |               |
| "Trap"                                                                               | Maluma                   | Jaume de Laiguana                          | El Dorado                                         | 2018 |               |
| ''Nada''                                                                             | Nenhum                   | Jaume de Laiguana                          | El Dorado                                         | 2018 |               |

## Álbuns de vídeo
| Ano  | Detalhes do vídeo | Certificações                                                           |
| ---- | --- | ----------------------------------------------------------------------- |
| 2000 | MTV Unplugged - Lançamento: 29 de fevereiro de 2000 - Editora discográfica: Sony Music, Columbia - Formato(s): CD/DVD   | - AMPROFON: Platina - BVMI: Ouro - RIAA: 4× Platina (Latino)            |
| 2004 | Live & off the Record - Lançamento: 30 de março de 2004 - Editora discográfica: Epic - Formato(s): CD/DVD               | - AMPROFON: Ouro - ARIA: Ouro - BVMI: 3× Ouro - RIAA: Ouro - SNEP: Ouro |
| 2007 | Oral Fixation Tour - Lançamento: 12 de novembro de 2007 - Editora discográfica: Epic - Formato(s): CD/DVD, DVD, blu-ray | - ABPD: Platina - AMPROFON: Platina - RIAA: Platina                     |
| 2011 | Live From Paris - Lançamento: 6 de dezembro de 2011 - Editora discográfica: Epic - Formato(s): CD/DVD, DVD, blu-ray     | - SNEP: Platina - AMPROFON: Platina+ Ouro - Polónia ZPAV: Ouro          |

## Filmografia
| Ano              | Título                          | Papel                             | Notas                                                                                                   |
| ---------------- | ------------------------------- | --------------------------------- | --- |
| 1994             | El Oasis                        | Luisa Maria Rico                  | |
| 2001; 2005; 2009 | Saturday Night Live             | Ela mesma / convidada musical     | "Gerard Butler/Shakira" (35.4) "Alec Baldwin/Shakira" (31.8) "Derek Jeter/Shakira/Bubba Sparxxx" (27.7) |
| 2002             | Popstars                        | Mentora especial                  | Temporada 1                                                                                             |
| 2002             | Taina                           | Ela mesma                         | Episódio: "Abuelo Knows Best"                                                                           |
| 2005             | 7 vidas                         | Ela mesma                         | Episódio: "Todo por las pastis"                                                                         |
| 2009             | Ugly Betty                      | Ela mesma                         | Episódio: "The Bahamas Triangle"                                                                        |
| 2010             | Os Feiticeiros de Waverly Place | Ela mesma                         | Episódio: "Mano parece a Shakira"                                                                       |
| 2013–2014        | The Voice                       | Coach / mentora                   | Temporada 4 a 6                                                                                         |
| 2014             | Dreamland                       | Ela mesma                         | Episodio: "3"                                                                                           |
| 2025             | Domingão com Huck               | Ela mesma / participante especial | |

| Ano  | Título                        | Papel     | Notas        |
| ---- | ----------------------------- | --------- | ------------ |
| 2002 | Shakira: The Documentary Film | Ela mesma | Documentário |
| 2007 | Pies Descalzos Foundation     | Ela mesma | Documentário |
| 2011 | Hagamos que Salga El Sol      | Ela mesma | Documentário |
| 2011 | A Day with Shakira            | Ela mesma | Documentário |
| 2016 | Zootopia                      | Gazelle   |              |